# Classe Paul Revere
 (février 2018).
Si vous disposez d'ouvrages ou d'articles de référence ou si vous connaissez des sites web de qualité traitant du thème abordé ici, merci de compléter l'article en donnant les références utiles à sa vérifiabilité et en les liant à la section « Notes et références ».
La classe Paul Revere est une classe de navire de transport d'attaque (en) la marine américaine nommée d'après Paul Revere.

## Navires de la classe

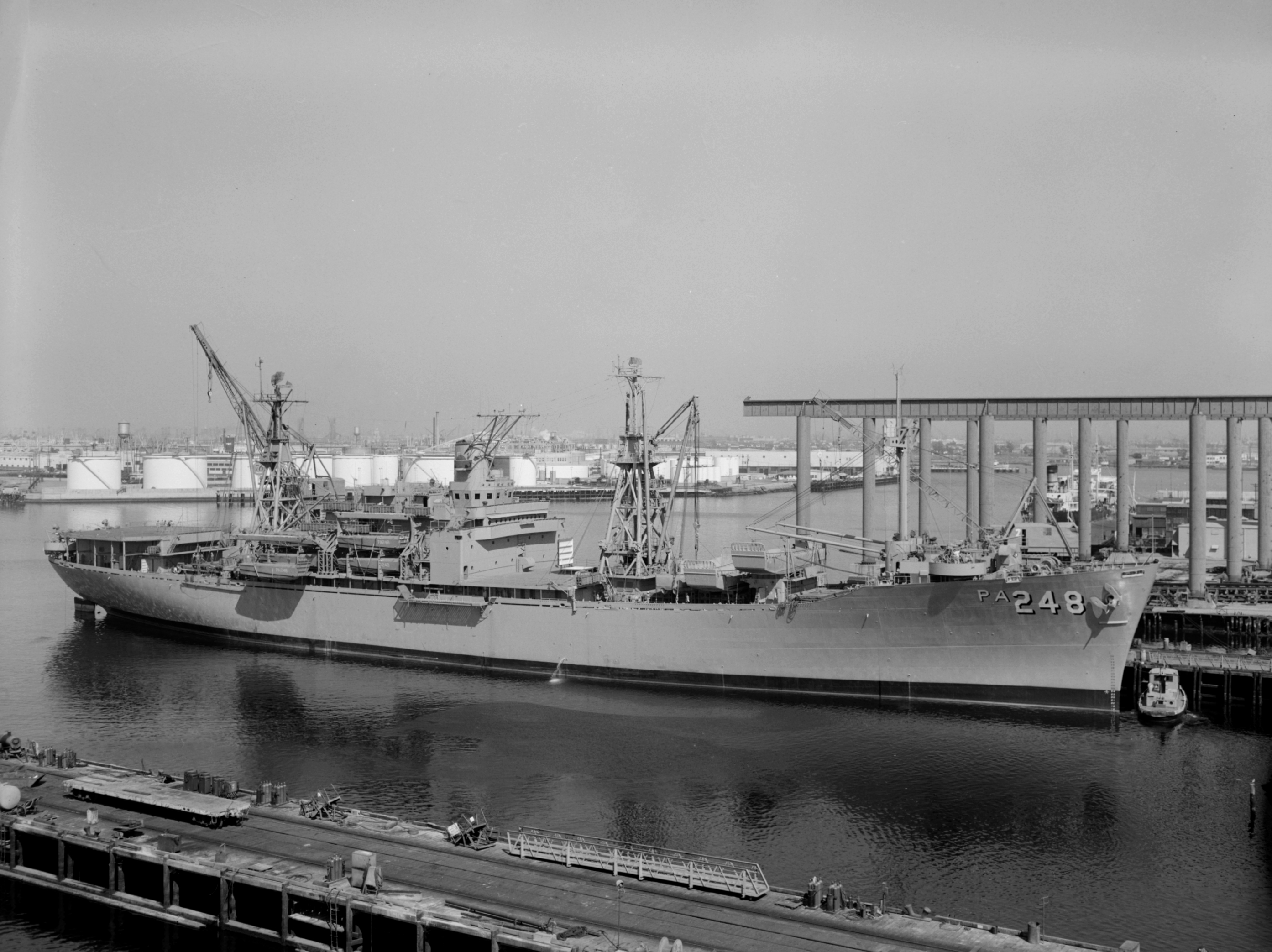
L'USS Paul Revere (APA-248), tête de classe, en 1958.

- USS Paul Revere (APA-248) (en) : 1958-1980 au sein de la marine américaine et 1980-1998 au sein de la marine espagnole sous le nom de Castillia (L-21).
- USS Francis Marion (APA-249) (en) : 1961-1979 au sein de la marine américaine et 1980-2000 au sein de la marine espagnole sous le nom d'Aragón (L-22), le bateau est actuellement[Quand ?] à quai à Cádiz et sert pour l’entraînement de l'Unidad de Operaciones Especiales.